# Ninón Sevilla
Ninón Sevilla, właściwie Emelia Pérez Castellanos (ur. 10 listopada 1929 w Hawanie, zm. 1 stycznia 2015 w Meksyku) – kubańsko-meksykańska aktorka, tancerka, piosenkarka.

## Dzieciństwo i młodość
Swój pseudonim przyjęła od paryskiej kurtyzany Ninony de Lenclos. W młodości pragnęła zostać zakonnicą i pracować na misjach, ale kiedy z powodzeniem zaczęła odnosić sukcesy w tańcu zdecydowała się na pracę w show biznesie. Później rozpoczęła pracę w chórze kubańskich komików Mimi Cal.

## Kariera
Do Meksyku wyjechała w 1945 w ramach pokazu z Libertad Lamarque. Po jednym z pokazów producent filmowy Pedro Arturo Calderón zaproponował jej pracę i występ w filmie. Na ekranach kin zadebiutowała w 1946 w filmie María Elena Marqués z María Elena Marqués i Antonio Badú. Wkrótce potem otrzymała oferty z wytwórni Metro-Goldwyn-Mayer i Columbia Pictures.
Szybko zdobyła zaufanie reżyserów. Wystąpiła w Aventurera (1949), Sensualidad (1950), Mujeres sacrificadas (1952) oraz Aventura en Río (1953). Wystąpiła w filmach Emilia Fernándeza Víctimas del Pecado (1951), Julia Bracha Llévame en tus brazos (1954) i dziełach Gilberta Solaresa Mulata (1954) i Club de Señoritas (1956).
Jako pierwsza wprowadziła w filmach taniec związany z kulturą Santeria. U szczytów jej kariery współpracowali z nią m.in. Joaquín Pardavé, Pedro Armendáriz, Agustín Lara i Rita Montaner.
W latach 50. stała się ikoną seksu i zdobyła status supergwiazdy. Uzyskała popularność we Francji i Brazylii.
Pod koniec lat 60. wycofała się z aktorstwa do którego powróciła w 1981, gdzie zagrała w Noche de Carnaval (1984).
W 1965 zadebiutowała w telewizji w operze mydlanej Juicio de almas. W 1987 wystąpiła w telenoweli Rosa Salvaje, a w 2012 w Qué bonito amor.

## Życie prywatne
Ninon Sevilla przez kilka związana była z producentem filmowym Pedro Arturo Calderón. Związek małżeński zawarła z kubańskim lekarzem José Gilem, ale szybko owdowiała. W późniejszych latach związana z innym mężczyzną, z którym miała syna, muzyka Genaro Rodrigueza.

## Kariera aktorska

### Filmy
- Carita de Cielo (1946)
- Pecadora (1947)
- Señora Tentación (1948)
- Revancha (1949)
- Coqueta (1949)
- Perdida (1950)
- Aventurera (1950 film)|Aventurera (1950)
- Victimas del Pecado (1951)
- Sensualidad (film)|Sensualidad  (1951)
- No niego mi pasado (1952)
- Llévame en tus brazos (1953)
- Mulata (1954)
- Yambaó (1957)
- Mujeres de fuego (1959)
- Zarzuela 1900 (1959)
- Noche de carnaval (1983)

### Telenowele
- 1964: Juicio de almas
- 1984: Tu eres mi destino jako Licha del Rey
- 1987: Rosa salvaje jako Zoraida
- 1989: Cuando llega el amor jako Nina
- 1991: Yo no creo en los hombres jako Emelia
- 1992: Las secretas intenciones jako Julieta
- 1995: Maria z przedmieścia jako Caridad
- 1998: Paulina jako Cachita Cienfuegos
- 1999: Rosalinda jako Asuncion
- 1999: Tres mujeres jako Yolanda
- 2000-2001: Cena miłości jako Dalila
- 2002: Entre el amor y el odio jako Macarena
- 2004: Amarte es mi pecado jako Donia Galia de Caridad
- 2008: Central de abasto jako La Jarocha
- 2012: Como dice el dicho jako Pola
- 2012: Qué bonito amor jako Donia Remedios